# The Slumdon Bridge
The Slumdon Bridge — спільний міні-альбом британського співака Еда Ширана та американського репера Yelawolf. 14 лютого 2012 реліз випущено для безкоштовного завантаження у Великій Британії. 24 січня Ширан оприлюднив посилання на безплатний сингл «You Don't Know (For Fuck's Sake)» через свій Твіттер-акаунт.
24 квітня міні-альбом з'явився на iTunes. Має срібний статус на DatPiff (за критеріями сайту) з понад 58 тис. завантажень.

## Список пісень
Автор музики Джейк Ґослінґ, Ед Ширан. 
| #  | Назва                              | Тривалість |
| -- | ---------------------------------- | ---------- |
| 1. | «London Bridge»                    | 4:54       |
| 2. | «You Don't Know (For Fuck's Sake)» | 3:33       |
| 3. | «Faces»                            | 3:19       |
| 4. | «Tone»                             | 2:17       |

## Чартові позиції
| Чарт (2012)   | Найвища позиція |
| ------------- | --------------- |
| US R&B Albums | 74              |

## Історія виходу
| Країна          | Дата           | Лейбл        |
| --------------- | -------------- | ------------ |
| Велика Британія | 14 лютого 2012 | Самовидання  |
| США             | 24 квітня 2012 | Warner Music |